# Megaselia fuscula
Megaselia fuscula är en tvåvingeart som beskrevs av Borgmeier 1962. Megaselia fuscula ingår i släktet Megaselia och familjen puckelflugor. Inga underarter finns listade i Catalogue of Life.